# 趙宗博
參數所指定的目標頁面不存在，建議更正成存在頁面或直接建立下列一個頁面（建立前請先搜尋是否有合適的存在頁面可以取代）：
- 萧王

趙宗博（11世纪？—1083年8月21日），北宋宗室。宋太宗曾孙，赵元份之孙，赵允让第十子，宋英宗的哥哥。
熙宁四年（1071年），宋神宗下詔，賜濮王子通州防禦使趙宗隱芳林園宅一區，計口計屋。後趙宗博、趙宗瑗、趙宗藎也是如此。元豐六年七月己酉（1083年8月21日），橫海軍留後、贈昭信軍節度使、開府儀同三司、南康郡王趙宗博去世。追封萧王，諡恭僖。

## 诸子
- 赵仲樽，东平郡王
- 赵仲歇，东牟侯
- 赵仲孴，崇国公